# Obroschyne
Obroschyne (ukrainisch Оброшине; russisch Оброшино Obroschino, polnisch Obroszyn) ist ein Dorf in der ukrainischen Oblast Lwiw mit etwa 4100 Einwohnern (2020).

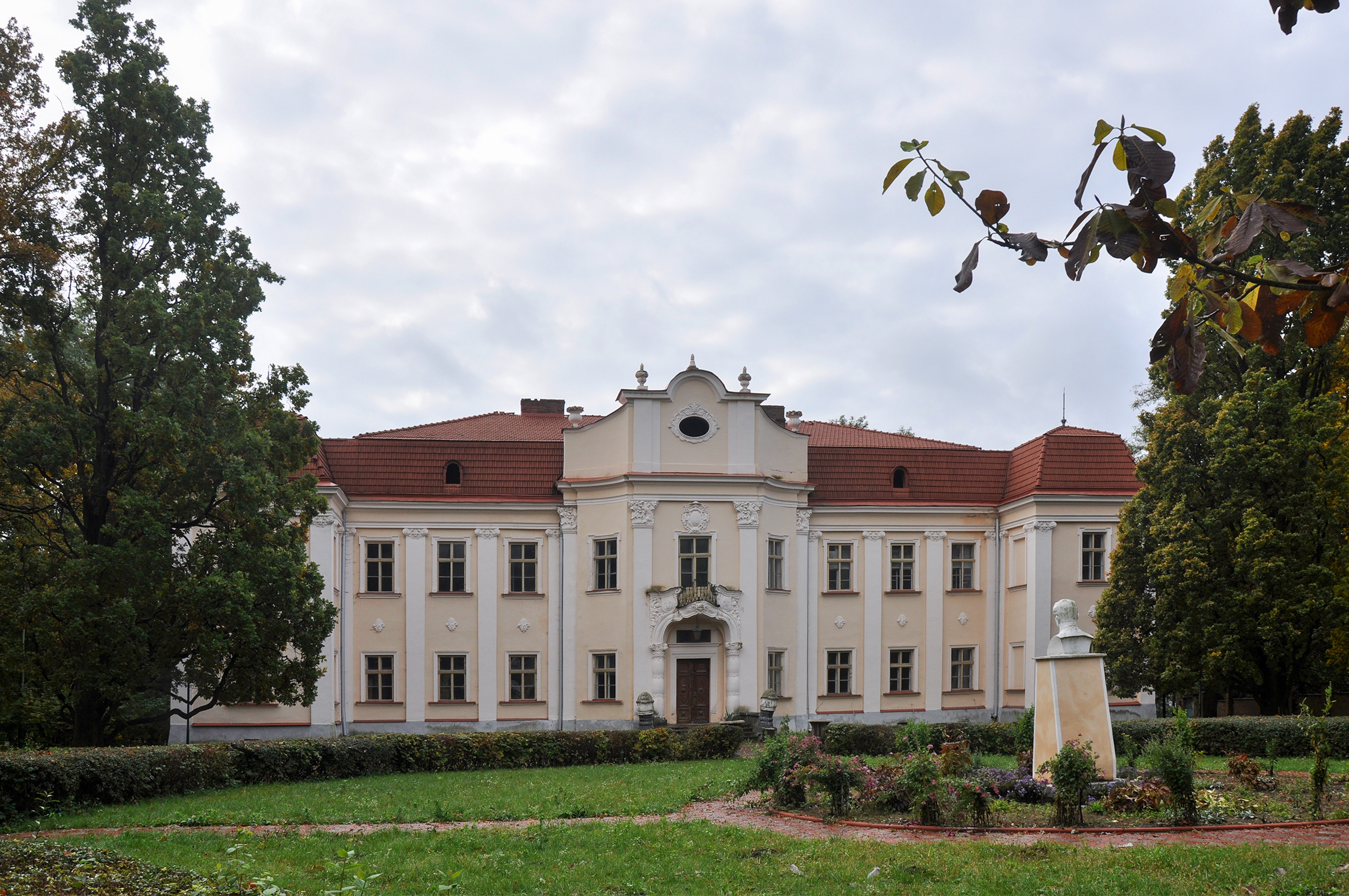
Palast der Erzbischöfe im Ort

Das erstmals 1431 schriftlich erwähnte Dorf liegt im Westen des Rajons Lwiw.
Am 12. Juni 2020 wurde das Dorf zum Zentrum der neu gegründeten Landgemeinde Obroschyne (Оброшинська сільська громада/Obroschynska silska hromada). Zu dieser zählen auch die 5 in der untenstehenden Tabelle aufgelistetenen Dörfer im Rajon Lwiw; bis dahin bildet sie zusammen mit dem Dorf Pryschljaky die Landratsgemeinde Obroschyne (Оброшинська сільська рада/Obroschynska silska rada) im Rajon Pustomyty.
Folgende Orte sind neben dem Hauptort Obroschyne Teil der Gemeinde:
| Name                     | Name       | Name                   | Name          |
| ukrainisch transkribiert | ukrainisch | russisch               | polnisch      |
| ------------------------ | ---------- | ---------------------- | ------------- |
| Dibriwky                 | Дібрівки   | Дибровки (Dibrowki)    | Dąbrówka      |
| Konopnyzja               | Конопниця  | Конопница (Konopniza)  | Konopnica     |
| Pidhajzi                 | Підгайці   | Подгайцы (Podgaizy)    | Ferdynandówka |
| Pryschljaky              | Пришляки   | Пришляки (Prischljaki) | Przyszlaki    |
| Stawtschany              | Ставчани   | Ставчаны               | Stawczany     |

Die Ortschaft liegt in der historischen Landschaft Galizien an der Fernstraße N 13 9 km nördlich vom Rajonzentrum Pustomyty und 15 km südwestlich vom Oblastzentrum Lwiw.
Das Dorf besitzt eine Bahnstation an den Bahnstrecken Lwiw–Sambir–Tschop und Lwiw–Stryj–Tschop.
In Obroschyne befindet sich der Palast der Erzbischöfe (Палац архієпископів), ein barockes Gebäudeensemble vom Anfang des 18. Jahrhunderts.